# لاور رزمی
لاور، (لاور شرقی) روستایی است از توابع بخش مرکزی شهرستان دشتی استان بوشهر ایران.

## جمعیت
این روستا در دهستان مرکزی دشتی قرار دارد و بر اساس سرشماری سال ۱۳۸۵ آمار رسمی جمعیت آن (۱۸۷ خانوار) ۸۰۶ نفر می‌باشد.